# 小行星18788
小行星18788（18788 Carriemiller）是一颗绕太阳运转的小行星，为主小行星带小行星。该小行星于1999年5月10日发现。

## 轨道参数
小行星18788的轨道半长轴为2.3962438 UA，离心率为0.121。